# Kanton Aigurande
Der Kanton Aigurande war von 1790 bis 2015 ein französischer Wahlkreis im Arrondissement La Châtre, im Département Indre und in der Region Centre-Val de Loire; sein Hauptort war Aigurande. Der Kanton war 284,19  km² groß und hatte 5839 Einwohner (Stand: 2012). 

## Gemeinden
| Gemeinde                | Einwohner Jahr | Fläche km² | Bevölkerungsdichte | Postleitzahl | Code INSEE |
| ----------------------- | -------------- | ---------- | ------------------ | ------------ | ---------- |
| Aigurande               | 1504 (2013)    | –          | – Einw./km²        | 36140        | 36001      |
| La Buxerette            | 103 (2013)     | –          | – Einw./km²        | 36140        | 36028      |
| Crevant                 | 724 (2013)     | –          | – Einw./km²        | 36140        | 36060      |
| Crozon-sur-Vauvre       | 358 (2013)     | –          | – Einw./km²        | 36140        | 36061      |
| Lourdoueix-Saint-Michel | 332 (2013)     | –          | – Einw./km²        | 36140        | 36099      |
| Montchevrier            | 471 (2013)     | –          | – Einw./km²        | 36140        | 36126      |
| Orsennes                | 781 (2013)     | –          | – Einw./km²        | 36190        | 36146      |
| Saint-Denis-de-Jouhet   | 951 (2013)     | –          | – Einw./km²        | 36230        | 36189      |
| Saint-Plantaire         | 561 (2013)     | –          | – Einw./km²        | 36190        | 36207      |